# Ким Джин Су (футболист)
Ким Джин Су (кор. 김진수; род. 13 июня 1992, Чонджу) — корейский футболист, левый защитник клуба «Сеул» и сборной Республики Корея.

## Клубная карьера
13 января 2012 года «Альбирекс Ниигата» объявила о подписании Ким Джин Су. 19 февраля 2012 года Ким дебютировал в предсезонном товарищеском матче против «Виссел Кобе», который «Альбирекс Ниигата» выиграл со счётом 3:0. Кроме того, он забил первый профессиональный гол в том же матче дальним ударом.
Он дебютировал в матче Джей-лиги против «Кавасаки Фронтале» 10 марта 2012 года, отыграв все 90 минут.
13 июня 2014 было объявлено, что Ким подписал контракт до июня 2018 с клубом «Хоффенхайм» из немецкой Бундеслиги.

## Карьера в сборной
Ким представлял Республики Корею на многих молодёжных уровнях. Он участвовал в чемпионате мира среди юношеских команд 2009 и чемпионате мира среди молодёжных команд 2011.
20 июля 2013 года Ким дебютировал за взрослую команду Республики Корея в матче против Австралии со счетом 0:0.
Ким Джин Су был включён тренером Хон Мён Бо в окончательную заявку сборной, но из-за травмы голеностопа был заменён на Пак Чу Хо.
Включён в состав сборной на кубок Азии 2019. 22 января забил победный гол Южной Кореи в 1/8 финала против Бахрейна. В итоге Корея победила в дополнительное время со счётом 2:1 и вышла в четвертьфинал. 